# 久世岳
久世 岳（くぜ がく、1月17日 - ）は、日本の漫画家。京都府出身。血液型はO型。代表作に『うらみちお兄さん』がある。
2014年に『月刊少年ガンガン』（スクウェア・エニックス）に掲載された『Irene』でデビュー。2015年から『ガンガンONLINE』（同）にて『トリマニア』、2017年から『comic POOL』（一迅社）にて『うらみちお兄さん』、2019年から『ヤングアニマルZERO』（白泉社）にて『ニラメッコ』を連載している。

## 来歴

### デビューまで
1月17日に生まれる。久世にとって「大好きな作品」である荒川弘の『鋼の錬金術師』をきっかけとして、「漫画を描きたい」と考える。
「もともと絵を描くのが好き」で得意だと考えていた久世は、母親が美術大学出身だったこともあり、母親と同じ美術大学を受験し、カートゥーンコースを専攻。学生時代には運動部に所属し、上下関係や理不尽なルールを学び、接客業のアルバイトでは理不尽なことに対応する力を求められるといったことを経験する。この経験は後に漫画の執筆に活かされる。大学の部活動で所属していたバスケットボールに熱中していたことにより3年次の就職ガイダンスの説明に行きそびれ、面倒になった久世は漫画で勝負することを考える。
アシスタントの経験を経ず、2014年末ごろから新人賞への投稿を開始する。同年、20歳の時にケンタウルスを描いた作品『Irene』が第25回スクウェア・エニックスマンガ大賞に入選。同作が『月刊少年ガンガン』（スクウェア・エニックス）2015年1月号に掲載され、漫画家としてデビューする。ケンタウルスが好きであるため、今後また描いてみたい題材として挙げている。

### 『トリマニア』の連載開始
2015年11月、『ガンガンONLINE』（同）で「身も蓋もないこと」を描いた恋愛群像コメディ『トリマニア』を連載開始。2017年1月、「探している漫画が書店で見つからない。でも重版はかからない。何故？というお話。」という内容の漫画をTwitterに投稿し、書店員や読者から7万リツイートの反響を得て、話題となる。

### 『うらみちお兄さん』の連載開始
仕事や対人関係などでストレスを感じていた久世は、休憩のためにぼんやりと1週間を過ごしたところ、『うらみちお兄さん』を思いつく。2017年2月にTwitterにて、体操のお兄さんを描いたコメディ『うらみちお兄さん』の漫画を発表する。そのころに『comic POOL』（一迅社）で連載をする話があり、シリアスで笑いのない「ダークファンタジー的な方向性の作品」を構想してネームまで完成していたが、同作が読者から好評であったため変更。同年5月に同作が連載化され、『comic POOL』にて連載を開始。連載開始から作中に登場するうらみちお兄さんのキャラクターが斬新であると話題となり、同年8月に単行本の発売前にもかかわらず、同作が「第3回 次にくるマンガ大賞」Webマンガ部門で1位、9月には「WEBマンガ総選挙」インディーズ部門で1位を獲得する。この時期の久世は『トリマニア』の連載と並行して作業していたため、目まぐるしく不安を感じていた。『トリマニア』も同「WEBマンガ総選挙」一般部門で7位に入賞し、2作同時受賞となる。
2018年1月、同作を用いて漫画の違法ダウンロードサイトについて言及。Twitterで「野放しにし続けてはいけない問題」とつぶやき、『うらみちお兄さん』を用いて問題を説明する漫画を公開したところ、3日で11万5000件の反響があり、出版社からも共感を得る。同年2月、『うらみちお兄さん』が「全国書店員が選んだおすすめコミック2018」Web部門で入賞。

### 『ニラメッコ』の連載開始
久世はお笑いが好きだが、「自分の考える面白さを試されてしまう」という理由により、芸人を題材にした作品は「挑戦」であると考えていた。『うらみちお兄さん』がきっかけとなり、「ひとを笑わせよう」と考えていたことで「試してみたい」と考える。そしてシェアハウスで生活する若手芸人を題材とした『ニラメッコ』を執筆し、久世のSNSで第1話を公開し、2019年7月に『ヤングアニマル』（白泉社）14号での同作のプレ掲載を経て、同年9月より「ユニセックス」を目標に創刊された『ヤングアニマルZERO』（同）にて、連載を開始。同誌での連載が決定した理由は、久世の「性別や年齢を選ばないキャラクターや、含蓄のある人間ドラマを描く」といった作風が誌風に合うと考えられたからである。

### 作品のテレビアニメ化以降
2021年7月、『うらみちお兄さん』がテレビアニメ化される。同アニメでは監修を行い、打ち合わせに参加し、主題歌や劇中歌などで作詞を担当。アニメ化を考慮していなかったため、「すごく適当に書いていた」歌詞であったが、歌は視聴者から人気を博した。2022年3月、『トリマニア』が『マンガPark』（同）に移籍となる。同作は打ち切りの宣告や打診を受けたことはなかったが、久世によると移籍の理由は「何も言えない」が「トリマニアを継続するのに必要なこと」であった。

## 年表
- 1月17日 - 誕生[4]。
- 2014年（平成26年） - 『Irene』が第25回スクウェア・エニックス マンガ大賞で入選[5]。12月に同作でデビュー[5][12]。
- 2015年（平成27年） - 『トリマニア』の連載開始[4][13]。
- 2017年（平成29年） - 『うらみちお兄さん』の連載開始[6]。
- 2019年（令和元年） - 『ニラメッコ』の連載開始[7]。
- 2021年（令和3年） - 『うらみちお兄さん』がテレビアニメ化[31]。

## 作風
久世の作品の魅力は「よくも悪くも個性的」で愛おしいキャラクターにある。また、テレビプロデューサーの佐久間宣行も『ニラメッコ』について「キャラクターがすごくいい」と評している。
『うらみちお兄さん』では、久世本人の負の感情をうまくギャグに昇華させ、読者から共感を得る作風である。同作は海外でも出版されており、ダニカダビッドソンによると「久世のジョークがうまく翻訳されていなくても、ユーモアの大部分が伝わっている」という。
作品同士が繋がるしかけを組みこませるよう制作されており、『トリマニア』で登場した小鳥やウサオやクマオが『うらみちお兄さん』に登場し、同作で登場した門真アミーゴが『ニラメッコ』に登場するなど、読者に楽しんでもらえるよう、共通するキャラクターを間違い探しのように読み比べられる要素を含ませている。

### 画風
登場人物に「首筋から漂う躍動感」があり、繊細なビジュアルを描く。
華がない人物しか描くことができずにいた久世は、大学のバスケットボール部の顧問に「会話をし、人間を知った方が絵が上手になる」と教わった。久世はバスケットボール部に入部していなかったら、「漫画家なんかやってないんじゃないか」といい、部の入部は久世にとって「大きな出来事」であった。人間を外側だけで捉えていた久世は、対話をするうちに人間の仕草や「動きの流れ」を意識するようになり、感覚が変わり、絵柄が変化した。

### 漫画制作
「走っているときにいいアイデアが思い浮かぶことが多い」ため、夜にジョギングを行っていたが、「腰を痛めてからは走るのをやめ」ており、筋トレとウォーキングに変更。「体を動かしたほうがアイデアが浮かぶ傾向」があるため、「ウォーキングをしながらネタを考え」ている。浮かんだアイデアは、携帯電話のメモに書き留めている。
漫画の執筆で楽しい瞬間に「キャラクターを考えているとき、人物を描いているとき」を挙げている。登場人物は「自然に浮かんでくることが多い」といい、キャラクターに話をつけていく方法で制作している。しかし、キャラクターを完成させた後にすぐではなく、しばらく温めてから数か月後に作品に登場させている。久世はほかの作品から影響を受けないよう、作風が似ている漫画を読まないようにしているが、自分と異なる分野から「吸収していきたい」と考えており、お笑い番組やバラエティ番組や映画などを積極的に観ている。流行を知るために、TikTokを閲覧している。
もともと速筆で、2021年8月の時点では「20ページ前後だったら、だいたい1週間くらい」で執筆している。『うらみちお兄さん』の連載を開始するタイミングでデジタルでの制作に切り替えており、「フルデジタルで原稿を描いたのは『うらみちお兄さん』が初めて」だと久世は話している。『ニラメッコ』の第1話までは、アシスタントなしでひとりで執筆していた。アシスタントとは直接会わずにデータ上でやり取りをするため、コミュニケーションに苦労しているという。

## 人物

### 影響を受けた人物
尊敬している人物に、漫画を描くきっかけとなった『鋼の錬金術師』の作者である荒川弘を挙げている。
好きなドラマ脚本家に坂元裕二を挙げ、説得力のあるセリフまわしやキャラクター作りに魅力を感じ、作品のおしゃれさに憧れている。好きなテレビドラマに坂元が脚本を担当した『anone』や『大豆田とわ子と三人の元夫』を挙げている。リスペクトしている作家は、坂元と宮藤官九郎。2人について、「シリアスとコメディのバランス感が絶妙」で「受け取り手に行間を読ませる作りに惚れ惚れ」すると述べている。
李相日の作品が好きで、特に『怒り』は「何回も繰り返して観ている」という。同作のほかに観てきた映画として、又吉直樹原作の『火花』を挙げている。

### お笑い
「笑いが多い家庭」で育ったため、小学生のころよりお笑いが好きな久世は、笑いが身近にある環境で育った。高校の時にジャルジャルがきっかけでお笑いにハマる。関西出身だが、関西のお笑い劇場だけではなく、東京のルミネtheよしもとやヨシモト∞ホールにも足を運び、「漫才を観に行って」いた。好きな芸人にジャルジャルや中川家、2021年時点で注目している芸人に金属バットを挙げている。
久世は喜怒哀楽の中で「笑わせることがいちばん難しい」と考えているため、「人を笑わせることに奮闘しているお笑い芸人」を尊敬しており、『ニラメッコ』の作中には横山やすしをリスペクトして描かれたオマージュが登場する。

### 猫
猫の「与えた愛情を必ず返してくれるとは限らない自分勝手」なところを好んでおり、雑誌のコメントでも猫の話題をたびたび登場させ、「猫が健康ならウルトラハッピー」と語るほど。2019年時点で1匹飼っており、それを活かして猫を題材とした漫画を発表している。

## 作品リスト

### 漫画作品
- デフォルトでの表示は発表順。
- 〈種〉連載または読切かで2種に大別。
- 〈発行〉スクウェア・エニックスは「スクエニ」と略記。
- 〈収〉単：同名タイトルの単行本に収録 / 未：単行本未収録。

|  | 連載作品 |  | 読切作品 |

|   | 作品名              | 種   | 発行            | 掲載                                                                      | 収 | 注記 |
| - | ------------------- | ---- | --------------- | ------------------------------------------------------------------------- | -- | --- |
| 1 | Irene               | 読切 | スクエニ        | 月刊少年ガンガン 2015年1月号                                              | 未 | デビュー作。 |
| 2 | トリマニア          | 連載 | スクエニ 白泉社 | ガンガンONLINE 2015年11月19日 - 2021年10月31日 マンガPark 2022年3月26日 - | 単 | 『月刊少年ガンガン』2015年12月号にて連載前の先行掲載が行われている。 移籍して連載を再開。                                                                  |
| 3 | うらみちお兄さん    | 連載 | 一迅社          | comic POOL 2017年5月12日 -                                                | 単 | 連載前に「悪ふざけみたいな漫画」としてTwitterで漫画を発表。                                                                                                |
| 4 | 君が降ってきた日    | 読切 | -               | Twitter 2018年5月7日 Twitter 2018年5月10日                                | 未 | 36万いいねの反響を得た漫画。 |
| 5 | ねこ属性男子        | 読切 | LINE            | livedoor ニュース 2019年2月21日                                           | 未 | 「女性視点でねこ属性男子とのイチャイチャを楽しむ1ページ漫画」企画の漫画。 企画前に「ねこ属性男子萌え研究記録」や「ねこ属性男子萌え研究」のイラストを発表。 |
| 6 | ニラメッコ          | 連載 | 白泉社          | ヤングアニマルZERO 2019年10月1日号（創刊号） -                            | 単 | 連載の第1話に当たる話を本格連載前のプレ掲載として『ヤングアニマル』2019年14号に掲載。                                                                      |
| 7 | じゃがボーイズ      | 読切 | Calbee          | じゃがりこコミック 2022年10月23日                                         | 未 | Calbeeの商品「じゃがりこ」の広告漫画。 |
| 8 | 修学旅行の行き先は… | 読切 | 宝島社          | 『翔んで埼玉 アンソロジー 埼玉解放戦線調査報告書』、2023年                | 単 | 原作：魔夜峰央 『翔んで埼玉』アンソロジー寄稿作品。 |
| 9 | #先生               | 読切 | 小学館          | マンガワン 2025年1月21日                                                  | 単 | 『マンガワン』10周年記念の読み切り企画の第2弾作品。 |

### 書籍
- デフォルトでの表示は初巻の発売順。
- 〈レーベル〉GCO：ガンガンコミックスONLINE / YAC：ヤングアニマルコミックス

|  | 長編 |

|   | 書名             | 出版社                 | レーベル | 発行年   | 判型 | 巻数 | 注記                                      |
| - | ---------------- | ---------------------- | -------- | -------- | ---- | ---- | ----------------------------------------- |
| 1 | トリマニア       | スクウェア・エニックス | GCO      | 2016年 - | B6   | 6    | [ 62 ] [ 63 ] [ 64 ] [ 65 ] [ 66 ] [ 67 ] |
| 2 | うらみちお兄さん | 一迅社                 | -        | 2017年 - | A5   | 11   |                                           |
| 3 | ニラメッコ       | 白泉社                 | YAC      | 2021年 - | B6   | 4    | [ 68 ] [ 69 ] [ 70 ] [ 71 ]               |

### イラスト
- 「ABC体操」CDジャケット（2021年7月7日発売[72]） - イラスト描きおろし[72]

### 作詞
- ABC体操[73] - テレビアニメ『うらみちお兄さん』オープニング曲[72]
- 傘持ってないときに限って雨降るのなんで[74] - テレビアニメ『うらみちお兄さん』劇中歌[74]
- 得手不得手[75] - テレビアニメ『うらみちお兄さん』劇中歌[75]
- 猫が何もない空間を見てる[76] - テレビアニメ『うらみちお兄さん』劇中歌[75]
- どうせそんな人生[77] - テレビアニメ『うらみちお兄さん』挿入歌[77]
- 袖かと思ったら襟ぐり〜[75] - テレビアニメ『うらみちお兄さん』劇中歌[75]
- 浪花の恋のペアルック[78] - テレビアニメ『うらみちお兄さん』劇中歌[75]
- エンドレス猛暑[79] - テレビアニメ『うらみちお兄さん』劇中歌[75]
- 極寒スパイラル[80] - テレビアニメ『うらみちお兄さん』劇中歌[75]
- 試食でめっちゃ美味しかったパン買って帰ると普通なのなんで[81] - テレビアニメ『うらみちお兄さん』劇中歌[81]

## 活動
2017年1月7日、Twitterにて「【拡散希望】探している漫画が書店で見つからない。でも重版はかからない。何故？というお話。」を発表し、7万リツイートの反響を得る。2018年1月4日には『うらみちお兄さん』を用いた漫画「【拡散希望】出版不況の時代だからこそ野放しにし続けてはいけない問題」を発表し、11万5000リツイートの反響を得る。
同年2月9日、『うらみちお兄さん』の1周年を記念したイベント「うらみちお兄さんとトゥギャザー 久世岳トークイベント」が東京のLOFT9 Shibuyaで開催され、担当編集者の藤原遼太郎とライターの岡本大介とともに、久世が出演。イベントは好評を得て、2019年8月9日にも同会場にて「帰ってきたうらみちお兄さんとトゥギャザー 久世岳トークイベント」が開催され、藤原と岡本とともに、久世が出演。
2018年11月3日、「こうちまんがフェスティバル」のイベントの一環として、高知県の横山隆一記念まんが館で開催されたサイン会で、久世によるライブドローイングを実施。